# Mahamdapur, Bidar
Mahamdapur là một làng thuộc tehsil Bidar, huyện Bidar, bang Karnataka, Ấn Độ.